# José Arellano Castelló
José Arellano Castelló (Fraga 1921- ídem 1997) fue un alfarero y ceramista español, creador del sello Ceramistas Arellano en el ámbito de la artesanía oscense.
Heredero de una tradición alfarera de origen morisco con más de 300 años de antigüedad, se formó en el taller familiar, hasta que en 1968, animado por el etnógrafo Josep Llorens i Artigas, abandonó la alfarería tradicional para formar -con su hija Carmen y su compañero Joaquín Javierre Rosel- el ‘grupo Arellano’, que en 1976 fue reconocido con el Premio Nacional de Cerámica, y que en el inicio de la década de 1980 firmaría el monumento a «les dones de faldetes», donado al ayuntamiento de Fraga y que preside la plaza del ayuntamiento desde el 23 de abril de 1982 (la escultura representa a la popular mujer fragatina con el traje típico y con dos cántaros, en homenaje a su cotidiana tarea de ir a buscar agua al río Cinca).

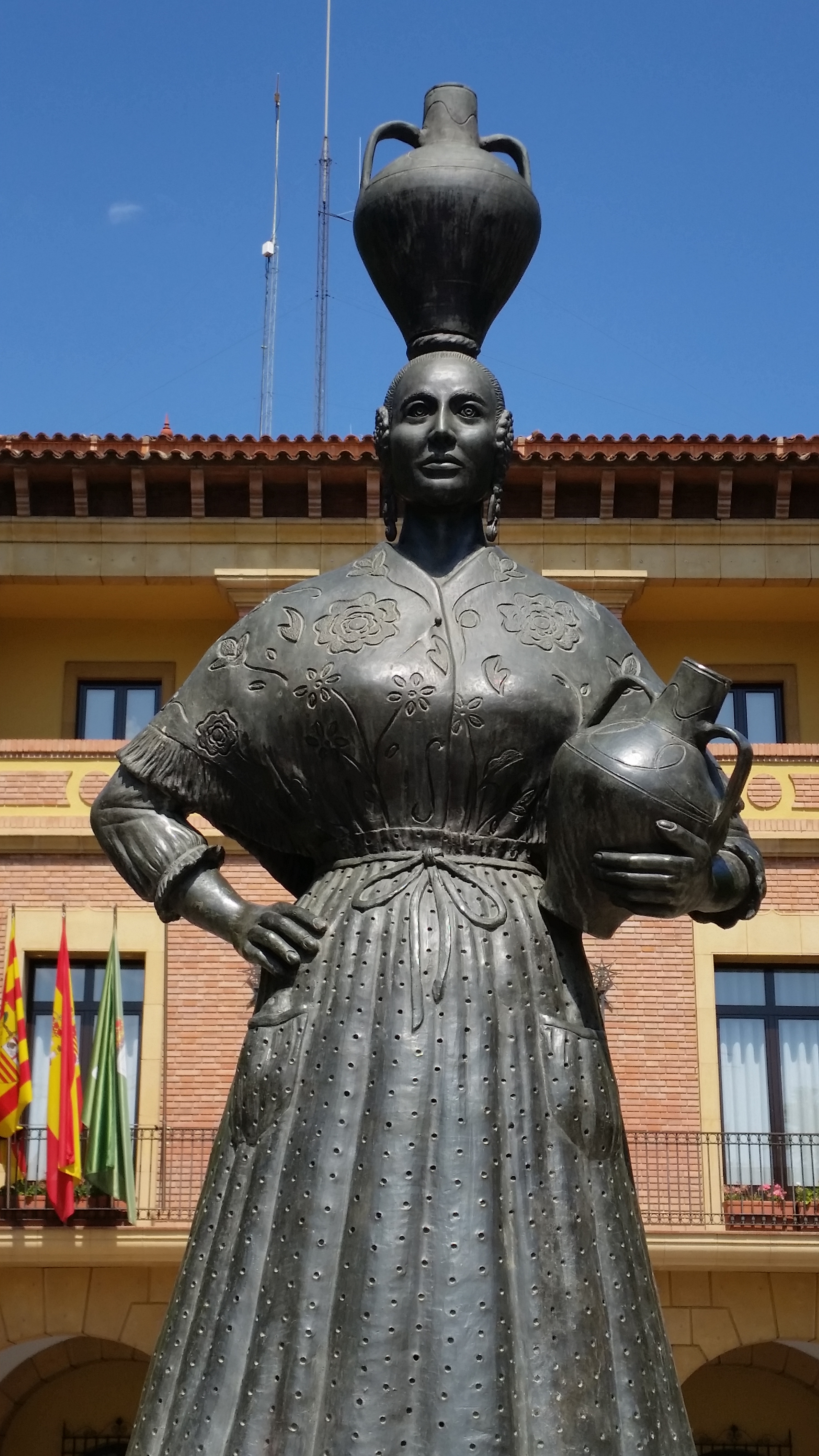
Monumento a «les dones de faldetes», en Fraga.

Tras su muerte en 1997, su municipio natal le otorgó la Medalla de la Ciudad de Fraga y le dio su nombre a la calle donde vivía.